# Les Elephants Bizarres
Les Elephants Bizarres este o trupă pop românească de înființată în 2007. Cu trei albume la activ și numeroase single-uri ce au răsunat în topurile radiourilor românești, LESEB este una dintre cele mai îndrăgite trupe din peisajul muzicii alternative românești. De-a lungul carierei, baieții au cântat în deschiderea mai multor artiști internaționali printre care Maroon 5, Roxette, Billy Idoll sau James Blunt. În 2014 trupa a castigat Best Alternative Band, un premiu de referință acordat de SUNETE Music Magazine. 
Încă din 2007, trupa l-a avut pe Ștefan Matei la voce. I s-au alăturat Alexandru Badea (percuție) și Mario Nichiforescu (chitară bas), iar in 2020 Paul Bonghez (chitară) și Andrei Petrache (synth/clape).

## Istorie
În 2009, Les Elephants Bizarres cântă la Bestfest, pe aceeași scenă cu Moby și Motorhead.
Anul următor (2010), apare prima piesă Les Elephants Bizarres care ajunge on air, “Have no fear”, produsă de Horea Pascu. Primul single cu videoclip al Elefanților, „Hello! Says the Devil!”, rămâne pe locul 1 în topul Radio Guerrilla timp de șapte săptămâni la rând și e folosită la o campanie Pepsi, într-un spot publicitar regizat de Hypno. În același an apare și primul album, “Hello!”, produs de Bogdan Popoiag (Dj UNU, R.O.A.). Veselia celor de la Les Elephants Bizarres a călătorit rapid peste graniță, trupa fiind invitată să cânte la EXIT Festival (cel mai mare festival de muzică din Serbia), în Bulgaria (la Spirit of Burgas Festival) și în Moldova.
Între 2011 si 2012, trupa a plecat în turneu în întreaga țară și a lansat mai multe piese: „Smile” (2011), „Wish You Were Here” (2012– piesă ce a fost folosită pe coloana sonoră a mediu-metrajului „KIDDO”, primul film interactiv românesc) și „Nu mă opri”, piesa cu cele mai multe vizualizari pe Youtube a elefanților. Tot în 2012, baieții cântă în deschiderea concertului Roxette, pe Cluj Arena.
2014 este anul primei colaborări cu un artist hip-hop român - Deliric – ocazie cu care apare piesa “În culori”, ce se continuă în stil urban cu piesa “Necunoscut”, folosită și în campania Grolsh, pe un spot publicitar. Tot în 2014 trupa a lansat cel de-al doilea album, „Zoologic”, și a fost invitată să cânte la importante festivaluri de muzică din România, deschizând concertele pentru Billie Idol și James Blunt (inaugurarea sălii polivalente din Cluj).
Tot în 2014 Les Elephants Bizarres a câștigat premiul Best Alternative Band acordat de revista SUNETE și a fost aleasă de către un juriu internațional pentru a urca pe scena Forbes Cool Brands Gala.
În 2015, Les Elephants Bizarres a lansat single-ul „Girls Gone Wild”, o producție HaHaHa Production, finalul de an aducând trupa în studio pentru un nou material.

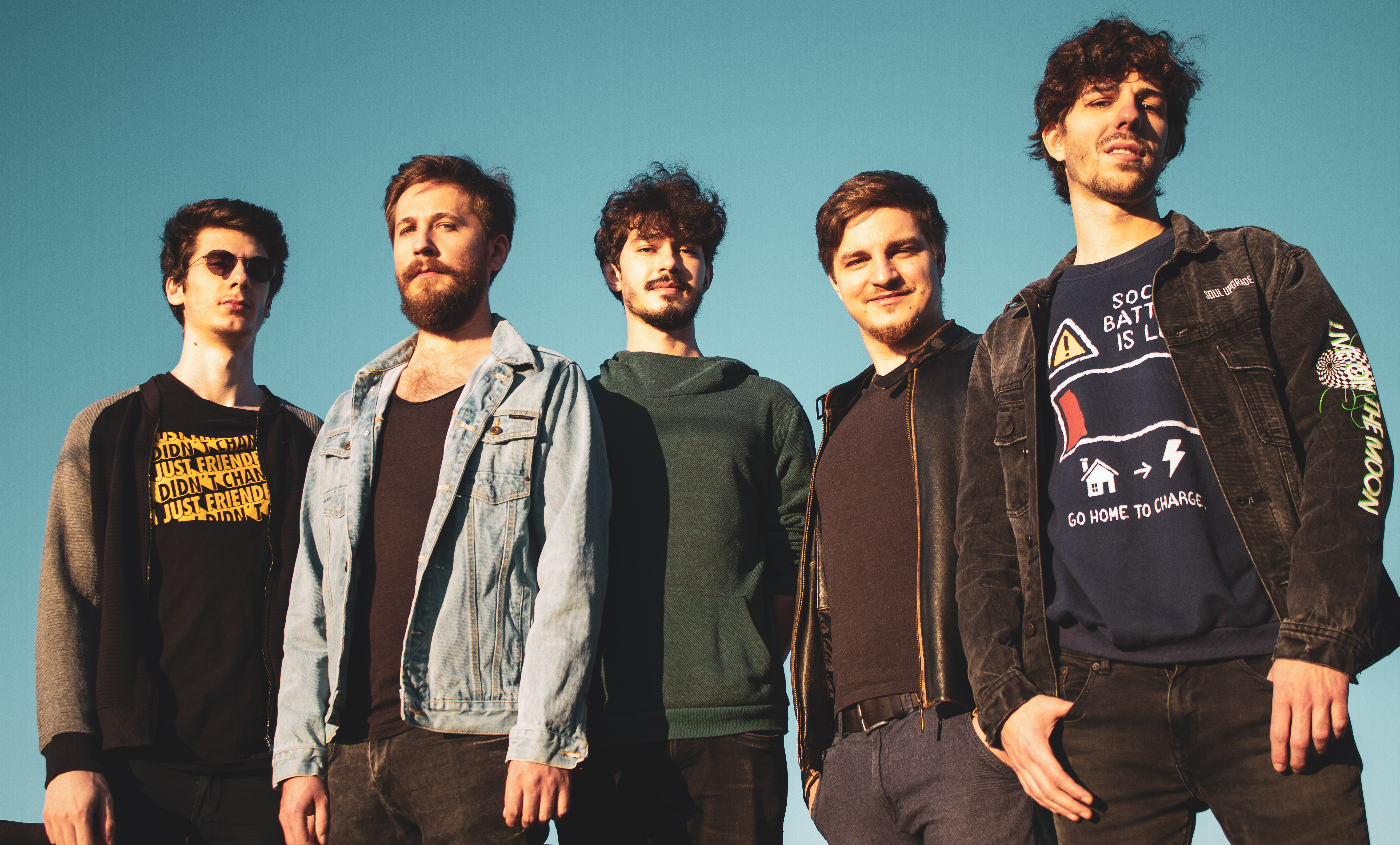
Les Elephants Bizarres 2021

Anul 2016 a însemnat multe concerte la festivaluri din țară, lansarea piesei „Roșu Neon”, ajunsă în Top 10 Europa FM, dar și invitația de a deschide concertul trupei Maroon 5 de la București, în Piața Constituției, în fața celui mai numeros public de până atunci. Sfârsitul de an a însemnat un al doilea single, „Shivers”, fiind prezentat publicului la finalul lunii noiembrie.
Cel de-al treilea album Les Elephants Bizarres, „SEEN”, s-a lansat pe 1 martie 2017, în tandem cu cel de-al treilea single, „Eu cu tine și cealaltă fată”. În iunie, trupa a scos, ca în fiecare an, un single cu videoclip care să însoțească fanii în zilele toride de vară. Vocile mării s-a auzit toată vara la radiouri și pe plaje.
Anul 2018 marchează colaborarea trupei cu artistul hip-hop american Kent Archie, din care ia naștere piesa “Something in your eyes”, ocazie cu care Elefanții concertează pentru prima data în Alpii francezi.
În 2019 trupa lansează “Skywalker”, prima piesă produsa de chitaristul trupei Enver Mamut. Trupa concertează din nou în Alpii francezi. În Iunie, Les Elephants Bizarres lansează un single nou de vară în limba româna intitulat “Inima la Soare”.
2020 este anul pandemic si trupa lanseaza videoclipul piesei "Foc" filmat in izolare.
In prezent trupa lucreaza la materiale noi si pregateste un show bizar.

## Membri
Membri actuali
- Ștefan Matei – voce (2007- prezent)(fondator)
- Paul Bonghez - chitara (2020 - prezent)
- Andrei Petrache - clape (2020 - prezent)
- Mario Nichiforescu – bas (2018 - prezent)
- Alexandru Badea – tobe (2017- prezent)

Foști membri
- Claudiu Știrbei – tobe (2007-2016)(fondator)
- Mihai Marin – chitară bas (2007-2011 și 2014-2017)(fondator)
- Cătălin Rădoi - chitară electrică și voce (2007 - 2013)(fondator)
- Nicolae Cazacu - synth (2008 - 2014)
- Hasan Nabulsi - chitară bas (2011-2013)
- Mihai Mironenco - voce de fundal & synth (2013 - 2014)
- Jean Piloiu - chitară (2013 - 2014)
- Sofian Miron - saxofon (2013 - 2014)
- Ati de Chile - percuție (2013 - 2014)
- Bogdan Alexandrescu - tobe (2016 - 2017)
- Tudor Amarandei – sintetizator (2014 - 2020)
- Enver Mamut – chitară (2014 - 2020)

## Albume
Hello (2010)
1. Hello! (Says The Devil)
2. The Boys
3. The Adventure
4. Ugly Ballerina
5. Johnny
6. Mushroom Girl
7. CD`s
8. Dancing Shoes
9. Have No Fear
10. Brasil

Zoologic (2014)
1. Nu Mă Opri
2. Zoologic
3. Paper Puppets
4. Jokers
5. Air Guitar Band
6. We Like Games
7. Wish (You Were Here)
8. Smile
9. War In July
10. Come On!
11. În Culori Featuring – Deliric*
12. Kite Song Bonus Track
13. În Culori (Colorată De Unu`) Remix – Unu'

SEEN (2017)
1. Intro
2. The Elephants Are Gonna Take Your Soul
3. Vocile mării
4. Roșu neon
5. Shivers
6. Eu cu tine și cealaltă fată
7. Do It Again
8. Trippin
9. Chaos
10. Amusing Featuring – Yazee Jay
11. Run Run Run

### Single-uri
1. Have no fear (2009)
2. Hello! (Says The Devil) (2010)
3. The Boys (2011)
4. Smile(2011)
5. Wish (you were here) (2012)
6. Nu ma opri (2012)
7. In culori(2014)
8. Necunoscut (2014)
9. Girls Gone Wild (2015)
10. Rosu Neon (2016)
11. Shivers (2016)
12. Eu cu tine si cealalta fata (2017)
13. Something in your eyes (2018)
14. Skywalker (2019)
15. Inima la Soare (2019)
16. Foc (2020)